# قصه قرارگاه
قصه قرارگاه یک مجموعه تلویزیونی محصول سال ۱۳۷۹ به کارگردانی جلیل سامان، نویسندگی و تهیه‌کنندگی علیرضا غفاری می‌باشد که از شبکه سه پخش شد. این مجموعه در ۷ قسمت در سیمای مرکز کهگیلویه و بویراحمد تهیه شد. این مجموعه در نهمین جشنواره فیلم دفاع مقدس به رقابت پرداخت.

## خلاصه داستان
داستان «قصه قرارگاه» دربارهٔ مردی به نام اکبر آقا یک راننده کامیون است که در دوران جنگ به سر می‌برد و قرار است یکسری بار و تجهیزات از تهران برای جبهه ببرد. این اکبرآقا با یک روحیه جاهل ماب است و اصلاً علاقه و اعتقادی به جبهه آمدن و جنگیدن ندارد. حضور این شخصیت در جبهه، به آشنایی او با روحیات رزمندگان و ایجاد تغییرات خیلی کوچک در او منجر می‌شود. از طرفی همسرش به او اطلاع می‌دهد که پسرش از خانه به سمت جبهه فرار کرده‌است. اکبر آقا که خودش به خاطر بردن محموله در منطقه گیر افتاده و از او خواسته‌اند فعلاً آنجا بماند، با شنیدن این خبر کلافه و عصبانی است. اما به مرور زمان، اتفاقات جبهه روی اکبر آقا تأثیر می‌گذارد.

## بازیگران
- احمد صدفی
- اکبر صادقی
- امیررضا امداد
- رضا لیلازی
- عباس بلوندی
- علی اقدسیان
- علی چکشی
- علی یعقوب زاده
- قدرت‌الله صالحی
- محمود مقامی
- مسعود نیک‌پی
- مهناز رضازاده
- ناصر یاری
- یوسف علی‌آبادی